# Jin Murata
Jin Murata (邑田仁 Murata Jin?,  1952) es un botánico japonés actualmente en la Universidad de Tokio: Herbario Makino Herbarium (MAK). Comenzó a publicar en japonés sobre el género Arisaema a principios de los 1980s. Ha publicado notas sobre diversas especies del género Arisaema, siendo seguidos por una revisión del género, para Japón, publicado conjuntamente en 1980 con Hiroyoshi Ohashi.
Continuó la labor del notable botánico Kanesuke Hara (1885-1962) en la Flora of Eastern Himalaya. También ha compilado una lista de tipos en Arisaema en los herbarios japoneses, y estudió morfologías de polen de Arisaema japonesas (Ohashi et al., 1983).

## Algunas publicaciones
- ___________ & J. Murata. 1980. Taxonomy of the Japanese Arisaema. J. Fac. Sci. Univ. Tokyo, sec. 3, Bot. 12: 281-336
- ____________, J. Murata, & M. Takahashi. 1983. Pollen morphology of the Japanese Arisaema. Sci. Rep. Tôhoku Imp. Univ., Ser. 4, Biol. 38: 219-251

### Libros
- Tetsuo Ohi, Jin Murata. 2000. Geographical variations in chloroplast DNA of Stachyurus macrocarpus Koidz. and S. praecox Sieb. et Zucc. (Stachyuraceae). Volumen 25 de Ogasawara kenkyū. 50 pp.

- La abreviatura «J.Murata» se emplea para indicar a Jin Murata como autoridad en la descripción y clasificación científica de los vegetales.[3]